# När över Kidrons bäck du går
När över Kidrons bäck du går är en kristen sång med text från 1940 av Hagbard Isberg och musik från 1667 av Adam Krieger.
Texten är upphovsrättsligt skyddad.

## Koralbearbetningar
- När över Kidrons bäck du går ur Fastekoraler av Bengt-Göran Sköld.[2]

## Publicerad som
- Nr 732 i Kyrkovisor för barn under rubriken "Passionstiden".
- Nr 451 i Den svenska psalmboken 1986 under rubriken "Fastan".
- Nr 503 i Psalmer och Sånger 1987 under rubriken "Kyrkoåret - Fastan"[1]
- Nr 731 i Frälsningsarméns sångbok 1990 under rubriken "Fastan".